# Bonney
Bonney è un centro abitato degli Stati Uniti d'America, situato nella contea di Brazoria dello Stato del Texas.

## Società

### Evoluzione demografica
Secondo il censimento del 2000, c'erano 384 persone, 126 nuclei familiari, e 101 famiglie residenti nella città. La densità di popolazione era di 231,8 persone per miglio quadrato (89,3/km²). C'erano 136 unità abitative a una densità media di 82,1 per miglio quadrato (31,6/km²). La composizione etnica della città era formata dal 69,53% di bianchi, il 10,16% di afroamericani, l'1.04% di nativi americani, l'1.30% di asiatici, il 14,32% di altre etnie, e il 3,65% di due o più etnie. Gli ispanici o latinos di qualunque razza erano il 29,95% della popolazione.
C'erano 126 nuclei familiari di cui il 54,0% avevano figli di età inferiore ai 18 anni, il 67,5% erano coppie sposate conviventi, l'8.7% aveva un capofamiglia femmina senza marito, e il 19,8% erano non-famiglie. Il 15,1% di tutti i nuclei familiari erano individuali e l'1.6% aveva componenti con un'età di 65 anni o più che vivevano da soli. Il numero di componenti medio di un nucleo familiare era di 3,05 e quello di una famiglia era di 3,45.
La popolazione era composta dal 34,1% di persone sotto i 18 anni, l'8.3% di persone dai 18 ai 24 anni, il 37,2% di persone dai 25 ai 44 anni, il 15,9% di persone dai 45 ai 64 anni, e il 4,4% di persone di 65 anni o più. L'età media era di 32 anni. Per ogni 100 femmine c'erano 112,2 maschi. Per ogni 100 femmine dai 18 anni in giù, c'erano 110,8 maschi.
Il reddito medio di un nucleo familiare era di 41.750 dollari, e quello di una famiglia era di 44.688 dollari. I maschi avevano un reddito medio pro capite di 26.389 dollari contro i 22.885 dollari delle femmine. Il reddito medio pro capite totale era di 15.368 dollari. Circa il 3,1% delle famiglie e il 3,0% della popolazione erano sotto la soglia di povertà, incluso il 2,6% di persone sotto i 18 anni e nessuno di 65 anni o più.